# Aydoilles
Aydoilles là một xã, nằm ở tỉnh Vosges trong vùng Grand Est của Pháp. Xã này có diện tích 10 km², dân số năm 1999 là 1065 người. Xã này nằm ở khu vực có độ cao trung bình 395 m trên mực nước biển.
Dân địa phương tiếng Pháp gọi là Aydoilliens.

## Biến động dân số
| 1962                                         | 1968 | 1975 | 1982 | 1990 | 1999 |
| -------------------------------------------- | ---- | ---- | ---- | ---- | ---- |
| 432                                          | 492  | 542  | 781  | 1004 | 1065 |
| Số liệu từ năm 1962: Dân số không tính trùng |      |      |      |      |      |